# Daily Dose of Sunshine
Daily Dose of Sunshine (em coreano: 정신병동에도 아침이 와요) (bra: Uma Dose Diária de Sol) é uma série de televisão sul-coreana dirigida por Lee Jae-kyoo e estrelada por Park Bo-young, Yeon Woo-jin, Jang Dong-yoon e Lee Jung-eun. A série é baseada no webtoon da Kakao, criado por Lee Ra-ha, uma ex-enfermeira que compartilha suas experiências da vida real. O programa foi lançado na Netflix em 3 de novembro de 2023.

## Sinopse
A série é centrada em Jung Da-eun, uma enfermeira qualificada do Departamento de Psiquiatria do Hospital Universitário Myungshin, e em suas interações com os pacientes sob seus cuidados.

## Elenco

### Principal
- Park Bo-young como Jung Da-eun: uma enfermeira do terceiro ano que é transferida da Medicina Interna para o Departamento de Psiquiatria.[8]
- Yeon Woo-jin como Dong Go-yun: um proctologista com personalidade errática.[8]
- Jang Dong-yoon como Song Yu-chan: o melhor amigo de Da-eun que sempre briga com ela.[8]
- Lee Jung-eun as Song Hyo-shin: a enfermeira-chefe do Departamento de Psiquiatria.[8]

### De apoio

#### Departamento Psiquiátrico
- Park Ji-yeon como Hong Jeong-ran: colega de faculdade de Da-eun e enfermeira do Departamento Psiquiátrico.[9]
- Jeon Bae-soo como Yoon Man-cheon: um enfermeiro do Departamento Psiquiátrico.[10]
- Lee Yi-dam como Min Deul-re: uma enfermeira do Departamento Psiquiátrico.[11]
- Lee Sang-hee como Park Soo-yeon: uma enfermeira do Departamento Psiquiátrico.[12]
- Yoo In-soo como Ji Seung-jae: um estudante estagiário que tem transtorno de pânico.[13]
- Chang Ryul como Hwang Yeo-hwan: amigo de Da-eun e Yu-chan que é psiquiatra do Departamento Psiquiátrico.[14]
- Kim Jong-tae como Im Hyeok-soo: um psiquiatra do Departamento Psiquiátrico.
- Gong Sung-ha como Cha Min-seo: um psiquiatra do Departamento Psiquiátrico.[15]
- Im Jae-hyuk como Kong Cheol-woo: um psiquiatra do Departamento Psiquiátrico.[16]

#### Pacientes
- Jung Woon-sun como Oh Ri-na: a primeira paciente de Da-eun com transtorno bipolar.[10]
- Jo Dal-hwan como Kim Sung-sik: paciente de Da-eun que tem transtorno de ansiedade.[17]
- Kim Dae-gun como Choi Joon-gi: um paciente que perde o filho e a esposa e passa por momentos difíceis.[18]
- Roh Jae-won como Kim Seo-wan: paciente de Da-eun que tem transtorno bipolar.
- Kim Yeo-jin como Kwon Ju-yeong
- Kwon Han-sol como Jung Ha-ram

#### Outros
- Park Sung-yeon como enfermeira-chefe de medicina interna
- Joo In-young como enfermeira Lee[19]
- Hwang Young-hee como mãe de Da-eun
- Cha Mi-kyung como mãe de Ri-na
- Park Jung-yeon como Hye-won[20]
- Kim Joo-ah como Park Byeong-hui
- Oh Min-ae como mãe de Seo-wan[21]
- Gong Min-jeung como Heo Ji-an: psiquiatra de Da-eun no Hospital Hayan.[22]
- Hwang Ja-neung[23]

## Prêmios e indicações
| Ano  | Prêmio                                   | Categoria                      | Indicado                            | Resultado | Ref.          |
| ---- | ---------------------------------------- | ------------------------------ | ----------------------------------- | --------- | ------------- |
| 2024 | Asia Contents Awards & Global OTT Awards | Melhor Criatividade            | Daily Dose of Sunshine              | Indicado  | [ 24 ] [ 25 ] |
| 2024 | Asia Contents Awards & Global OTT Awards | Melhor Atriz Principal         | Park Bo-young                       | Indicado  | [ 24 ] [ 25 ] |
| 2024 | Baeksang Arts Awards                     | Melhor Drama                   | Daily Dose of Sunshine              | Indicado  | [ 26 ]        |
| 2024 | Baeksang Arts Awards                     | Melhor Atriz Revelação         | Lee Yi-dam                          | Indicado  | [ 26 ]        |
| 2024 | Baeksang Arts Awards                     | Melhor Roteiro                 | Lee Nam-gyu, Oh Bo-hyun, Kim Da-hee | Indicado  | [ 26 ]        |
| 2024 | Blue Dragon Series Awards                | Melhor Drama                   | Daily Dose of Sunshine              | Venceu    | [ 27 ] [ 28 ] |
| 2024 | Blue Dragon Series Awards                | Melhor Atriz                   | Park Bo-young                       | Venceu    | [ 27 ] [ 28 ] |
| 2024 | Blue Dragon Series Awards                | Melhor Ator Revelação          | Roh Jae-won                         | Indicado  | [ 27 ] [ 28 ] |
| 2024 | Cine21 Awards                            | Categoria Série – Atriz do Ano | Park Bo-young                       | Indicado  | [ 29 ]        |
| 2024 | 52º International Emmy Awards            | Melhor Comédia                 | Daily Dose of Sunshine              | Indicado  | [ 30 ]        |

### Artigos em lista
| Editora | Ano  | Lista                                        | Posição  | Ref.   |
| ------- | ---- | -------------------------------------------- | -------- | ------ |
| Time    | 2023 | The 10 Best Korean Dramas of 2023 on Netflix | Incluído | [ 31 ] |